# فرانشيسكو برو
فرانشيسكو برو سانز (بالإسبانية: Francisco Bru Sanz) الشهير باسم فرانشيسكو برو (12 أبريل 1885 في مدريد، إسبانيا – 31 أغسطس 1965 في مالقة، إسبانيا) لاعب كرة قدم وحكم ومدرب إسباني. لعب في خط الهجوم والوسط لصالح نادي إنترناشيونال ثم لعب في خط الدفاع لصالح أندية برشلونة، إسبانيول، ومنتخب كتلونيا. بعد اعتزاله اللعب اتجه إلى التحكيم وحكم المباراة النهائية لبطولة كأس إسبانيا في 1916 و1917. ثم تولى تدريب منتخب إسبانيا ليكون أول مدرب له ويقوده لتحقيق الميدالية الفضية في دورة الألعاب الأولمبية 1920 التي أقيمت في مدينة أنتويرب البلجيكية. ثم قام بتدريب نادي ريال مدريد وحقق معه بطولة كأس إسبانيا مرتين في حقبة الثلاثينات.

## السيرة الذاتية

### الأندية
بدأ برو مسيرته الرياضية كلاعب في نادي إنترناشيونال سنة 1902 عندما كان يبلغ من العمر 16 سنة حيث شارك أولا في بطولة ودية. لعب 10 مباريات من أصل 12 مباراة في خط الهجوم مسجلا 3 أهداف ومساهما في احتلال فريقه المركز السادس من أصل 7 فرق. في 30 نوفمبر 1902 لعب برو أول مباراة رسمية في بطولة دوري كتلونيا أمام نادي إسبانيول وانتهت بالخسارة 0-6 علما بأنه لعب في خط الدفاع.
حقق برو بطولة كأس تورينو في سنة 1904. بعدها بسنتين انضم برو إلى نادي برشلونة واستطاع برفقة روما فورنس الفوز ببطولة دوري كتلونيا 3 مرات متتالية من 1909 إلى 1911 كما ساهم في الحصول على بطولة كأس إسبانيا 1910. في سنة 1911 انضم إلى نادي إسبانيول وحقق معهم بطولتين أخرى ين لدوري كتلونيا كما حل وصيفا لبطولة كأس إسبانيا 1915. عاد بعدها إلى نادي برشلونة وبمساعدة باولينو ألكنتارا وجاك غرينويل حققوا بطولة دوري كتلونيا مرة أخرى كما لعب لصالح منتخب كتلونيا ما لا يقل عن 5 مباريات دولية ويعود السبب في عدة معرفة الرقم الحقيقي إلى أنه في ذلك العصر لم يكن هناك توثيق للأحداث الرياضية.

### التحكيم
بعد اعتزاله اللعب اتجه برو إلى مجال التحكيم. في أول مباراة يحكم فيها وضع مسدس على الطاولة في غرفة تبديل الملابس وعندما سأله أحد اللاعبين عن سبب تواجد المسدس معه فقال له بأنه يرغب في أن تخرج المباراة من دون أي مشاكل. أدار برو المباراة النهائية لبطولة كأس إسبانيا 1916 والتي فاز فيها نادي أتلتيك بيلباو على نادي ريال مدريد 4-0 وأيضا أدار المباراة النهائية لسنة 1917 عندما فاز نادي ريال مدريد على نادي أريناس غيتشو. في سنة 1917 أدار مباراة بين منتخبي كتلونيا وقشتالة.

### الأولمبياد
في سنة 1920 قرر الاتحاد الإسباني لكرة القدم المشاركة في دورة الألعاب الأولمبية التي ستقام في مدينة أنتويرب البلجيكية وبعد المفاضلة بين 3 ملفات تقرر تعيين برو مدربا للمنتخب الإسباني. عندما أقام أول تمرين قرر استبعاد العديد من اللاعبين وتفضيل لاعبي بلاد الباسك. في ظل تواجد لاعبين مميزين أمثال ريكاردو زامورا، فليكس سيسوماغا، بيتشيتشي، خوسيه ماريا بيلاوستي، وجوسيب ساميتيير فإنهم استطاعوا تحقيق الميدالية الفضية.
في المباراة النهائية انسحب لاعبو منتخب تشيكوسلوفاكيا من مواجهة منتخب بلجيكا المستضيف بسبب سوء أداء الحكام وتضطر اللجنة المنظمة إلى منح الميدالية الذهبية إلى منتخب بلجيكا وإقامة مباريات جديدة لمعرفة الحاصل على الميداليتين الفضية والبرونزية فيتغلب منتخب إسبانيا على السويد 2-1 ثم إيطاليا 2-0 ثم هولندا 3-1.

### ريال مدريد
تولى برو تدريب نادي ريال مدريد على فترتين. في الفترة الأولى ساهم في تحقيق بطولة كأس إسبانيا مرتين. في سنة 1934 في ظل تواجد زامورا، ساميتيير، وخاسينتو كوينكوسيس تغلب في المباراة النهائية على نادي فالنسيا الذي كان يدربه جاك غرينويل 2-1. في سنة 1936 التقى نادي ريال مدريد لأول مرة مع نادي برشلونة وتغلب عليه 2-1 على ملعب ميستايا. خلال الحرب الأهلية الإسبانية عاد برو إلى كتلونيا وتولى تدريب نادي غيرونا الذي كان يلعب في دوري البحر الأبيض المتوسط. في سنة 1936 عاد إلى نادي ريال مدريد في فترة ثانية غير ناجحة.

### أخرى
تولى برو تدريب منتخب بيرو خلال بطولة كأس العالم لكرة القدم 1930 التي أقيمت في الأوروغواي ولكنه تعرض لخسارتين من رومانيا 1-3 ومن الأوروغواي 0-1.

## الإنجازات
- لاعبا
  - إنترناشيونال
    - كأس تورينو (1) : 1904

  - برشلونة
    - كأس إسبانيا (1) : 1910
    - دوري كتلونيا (4) : 1908-1909، 1909-1910، 1910-1911، 1915-1916

  - إسبانيول
    - دوري كتلونيا (2) : 1911-1912، 1914-1915
- مدربا
  - منتخب إسبانيا
    - الميدالية الفضية في دورة الألعاب الأولمبية (1) : 1920

  - ريال مدريد
    - كأس إسبانيا (2) : 1934، 1936

## وصلات خارجية
- فرانشيسكو برو على موقع قاعدة بيانات كرة القدم.إي يو (الإنجليزية)
- فرانشيسكو برو على موقع أوليمبيديا (الإنجليزية)

- إحصائيات مدربو إسبانيا
- هذا كأس إسبانيا 1916
- هذا كأس إسبانيا 1917